# Zagadka Kaspara Hausera
Zagadka Kaspara Hausera – dramat niemiecki w reżyserii Wernera Herzoga, wyprodukowany przez Werner Herzog Filmproduktion we współpracy z niemiecką telewizją ZDF. Film miał premierę 15 listopada 1974 roku w Monachium. Jego oryginalny tytuł brzmi: Każdy za siebie i Bóg przeciw wszystkim, co jest cytatem zaczerpniętym przez reżysera z filmu brazylijskiego. Nazwa filmu została jednak potem zmieniona na bardziej nośną, choć czołówka pojawiająca się w filmie zawiera niemiecki napis: Jeder für sich und Gott gegen alle. Produkcja kosztowała 816 000 marek niemieckich.

## Opis fabuły
Film opowiada prawdziwą historię Kaspara Hausera (w tej roli Bruno S.), 17-letniego znajdy, który pojawił się w 1828 roku na norymberskim rynku. Nie wiedział nic o swoim pochodzeniu, znał jedynie swoje nazwisko, które napisał na kartce. Najpierw trafił pod opiekę wojskowego, potem na przemian: raz znajdował się u miejscowej ludności, raz był więziony w wieży. Stał się ciężarem dla miasta, dlatego urzędnicy postanowili, aby występował w cyrku. Spodziewano się, że w taki sposób zarobi na swoje utrzymanie, korzystając z ogromnego zainteresowania jego osobą wśród ludności. Podczas jednego z występów zauważył go dr Daumer (Walter Ladengast, wystąpił m.in. w Nosferatu wampirze Herzoga oraz w telewizyjnym filmie Andrzeja Wajdy zrealizowanym przy udziale telewizji niemieckiej, Piłat i inni). Podczas pobytu u doktora, Kaspar rozwijał swe zdolności, napisał także autobiografię. Jednak poznanie kultury, religii i nauki spowodowało, że Hauser zaczynał się buntować i zamykać w sobie. Wytwory cywilizacji nie okazały się kluczem do poznania jego tajemnicy. Zaatakowany drugi raz przez nieznanego osobnika (pierwszym napastnikiem był ten sam mężczyzna, który zostawił Kaspara na rynku miejskim – może to sugerować różne filozoficzne powiązania) zmarł na skutek obrażeń głowy. Autopsja wykazała, że przyczyną jego „dziwnego zachowania” była anomalia mózgu.

## Produkcja
Scenariusz
Herzog kręci filmy fabularne jak dokumenty i dokumenty jak fabuły. Dlatego scenariusz filmu oparty został na prawdziwych listach Kaspara, jego autobiografii, tekstach pochodzących z ówczesnych gazet oraz medycznych wynikach. Krytyk filmowy Wacław Świeżyński pisał: Reżyser (…), wytrwały poszukiwacz niezwykłych pejzaży duchowych, nie poszedł w filmie tropem plotek, domysłów, zagadki historycznej lub kryminalnej. Zmienił też pewne realia: Norymbergę zastąpiło miasteczko N. (…), Kaspar jest tu znacznie starszy niż jego pierwowzór, a mordercą, czego przecież nie udowodniono, jest ten sam osobnik, który go więził w piwnicy”.
Lokacje
Zdjęcia do filmu powstały w okolicach i w miasteczku Dinkelsbühl w Bawarii. Wizje Kaspara Hausera zilustrowane zostały zdjęciami nakręconymi m.in. na górze Croagh Patrick (irlandzkie hrabstwo Mayo) oraz na Saharze Zachodniej przy udziale tamtejszej rdzennej ludności, tj. Berberów.
Zdjęcia
Obraz w scenach wizyjnych został poddany laboratoryjnej obróbce, polegającej na wyświetlaniu gotowego filmu na rozpiętym materiale. Całość była ponownie rejestrowana na kamerze ustawionej kilka stóp od ekranu, co dawało efekt migotania światła.
Pozostałe informacje
- Bruno S. tak wczuł się w kreowaną przez siebie postać, iż reżyser przyłapał go pewnego dnia na spaniu w filmowym kostiumie. Było to już po zrealizowaniu filmu. Bruno właściwie grał siebie; następny film Herzoga z jego udziałem Stroszek, zawiera wiele faktów z życia Brunona.
- Późną jesienią po zakończeniu zdjęć do filmu, Herzog wyruszył pieszo z Monachium do Paryża. Wędrówka miała być ofiarą złożoną w intencji życia jego przyjaciółki, znawczyni niemieckiego ekspresjonizmu Lotte Eisner. Literackim zapisem tej podróży jest dziennik Vom Gehen im Eis – Drogą po lodzie.

## Muzyka
W sekwencji rozpoczynającej film wykorzystano fragmenty Czarodziejskiego fletu Mozarta. Herzog wyznał w jednym z wywiadów, że jechał kiedyś autostradą w nocy i usłyszał fragment opery Mozarta. W tamtej chwili wiedział, że to właśnie ta muzyka musi pojawić się na początku filmu. W filmie usłyszeć można także fragmenty „Kanonu D-dur” Johanna Pachelbela (scena, gdy na ekranie pojawia się sentencja autorstwa Georga Büchnera), w sekwencji poprzedzającej pojawienie się Kaspara w miasteczku N. wykorzystano „Requiem na pięć głosów” autorstwa Orlando di Lasso. Niektóre wizje Hausera zilustrowane zostały utworem „Adagio g-moll” Tomasso Albinoniego.

## Recepcja
Zagadka Kaspara Hausera uchodzi za jeden z najważniejszych filmów w dorobku Wernera Herzoga. Amerykański krytyk Roger Ebert, umieścił Zagadkę... w swojej książce Great Movies, jako jeden z najlepszych filmów jakie jego zdaniem kiedykolwiek powstały. Film otrzymał Grand Prix Jury, Nagrodę Jury Ekumenicznego oraz Nagrodę FIPRESCI na 28. MFF w Cannes. Reżyser Ingmar Bergman umieścił Zagadkę Kaspara Hausera na swojej liście najważniejszych filmów jakie kiedykolwiek widział. Bergman mówił: „Gdybym miał wymienić 10 najważniejszych filmów obejrzanych w życiu, znalazłaby się wśród nich Zagadka Kaspara Hausera, film niezwykle mądry, głęboki i piękny”.

## Analizy
Tadeusz Sobolewski, polski krytyk filmowy pisze w książce Za duży blask: „Herzog dotyka, jak mówi Maria Janion, «skandalu samej egzystencji». Człowieka widzi jako niewinną ofiarę (…) W świetle jego filmów wszyscy jesteśmy obcy, jak Kaspar Hauser, dziki człowiek wychowany w piwnicy (…), tragiczny bohater nieumiejący odnaleźć się ani w kulturze, ani w stanie dzikości. (…) W filmie była zawarta intencja uogólniająca: w każdym z nas jest coś z podrzutka. Uczestnicząc w kulturze, umiejętnie pokrywamy swoją obcość”.